# Rue de la Barrière-Blanche
La rue de la Barrière-Blanche est une voie du 18e arrondissement de Paris, en France.

## Situation et accès
La rue de la Barrière-Blanche est une voie publique située dans le 18e arrondissement de Paris. Elle débute au 21, rue Joseph-de-Maistre et se termine au 2, rue Carpeaux.

## Origine du nom

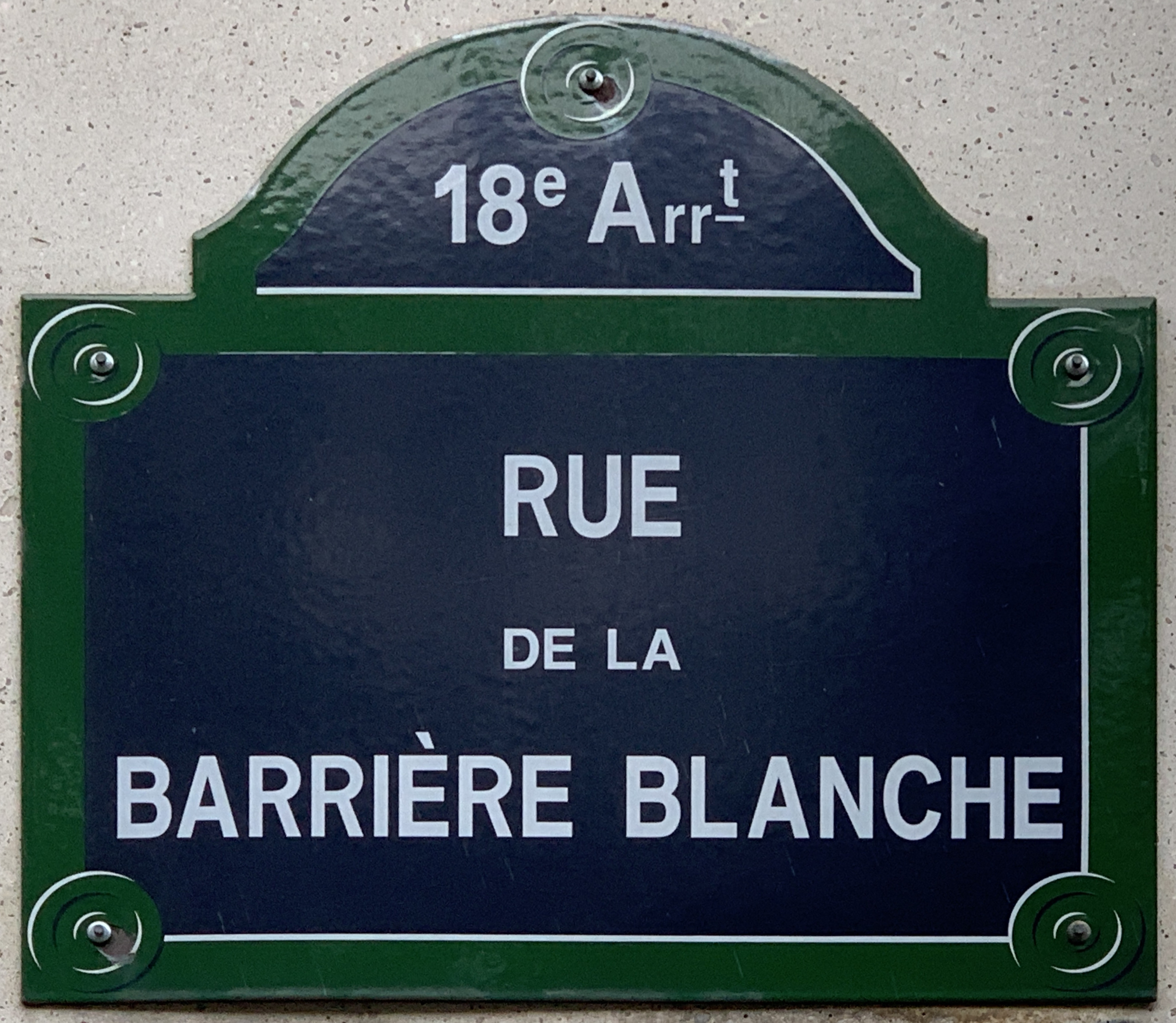
Plaque de la rue.

Le nom de la rue rappelle les anciennes plâtrières à l'origine de l'ancien toponyme « la Barrière Blanche », porte dans le mur des Fermiers généraux située à l'emplacement actuel de la place Blanche, dénommée jusqu'en 1864 place de la Barrière-Blanche.

## Historique
Cette voie correspond à une partie de la rue Étex comprise entre la rue Joseph-de-Maistre et la rue Carpeaux créée dans le cadre du réaménagement du quartier sous le nom de voie « CB/18 ».
Elle prend sa dénomination actuelle par un arrêté municipal du 30 janvier 2001.